# Чорнопотоківська сільська рада
Чорнопотоківська сільська рада — орган місцевого самоврядування у Надвірнянському районі Івано-Франківської області з адміністративним центром у с. Чорний Потік.

## Загальні відомості
Водоймища на території, підпорядкованій даній раді: річка Чорний Потік.

## Населені пункти
Сільській раді підпорядковані населені пункти:
- с. Чорний Потік — 2 701 ос.; площа 15,347 км².

## Історія
17 січня 1940 року село Потік Чорний увійшло до новоствореного Делятинського району й утворена сільська рада. 13 листопада того ж року у зв'язку з ліквідацію Делятинського району сільська рада Потік Чорний приєднана до Печеніжинського району.

## Склад ради
Рада складається з 16 депутатів та голови.

### Керівний склад ради
| ПІБ                        | Основні відомості                                                 | Дата обрання | Дата звільнення |
| -------------------------- | ----------------------------------------------------------------- | ------------ | --------------- |
| Шовгенюк Василь Васильович | Сільський голова, 1962 року народження, освіта вища, безпартійний | 26.03.2006   | 31.10.2010      |
| Шовгенюк Василь Васильович | Сільський голова, 1962 року народження, освіта вища, безпартійний | 31.10.2010   |                 |

Примітка: таблиця складена за даними джерела